# Goalball aux Jeux paralympiques
Pour des articles plus généraux, voir Goalball et Jeux paralympiques.
Le goalball est un sport paralympique,, depuis 1976 pour les hommes et 1984 pour les femmes, après avoir été inscrit comme sport de démonstration en 1972.
Ce sport est réservé aux personnes ayant moins de 1/10e d'acuité visuelle (catégories B1, B2 et B3). Tous les joueurs portent un masque opaque et un patch oculaire occultant pour être en situation de pratique similaire aux non-voyants,.
Le goalball est l'un des deux sports paralympiques qui n'ont pas d'équivalent olympique (l'autre étant la boccia),.

## Palmarès

### Hommes
| Édition                        | Or                       | Argent               | Bronze      |
| ------------------------------ | ------------------------ | -------------------- | ----------- |
| Toronto 1976                   | Autriche (1)             | Allemagne de l'Ouest | Danemark    |
| Arnhem 1980                    | Allemagne de l'Ouest (1) | États-Unis           | Pays-Bas    |
| New York 1984                  | États-Unis (1)           | Égypte               | Yougoslavie |
| Séoul 1988                     | Yougoslavie (1)          | États-Unis           | Égypte      |
| Barcelone 1992                 | Italie (1)               | Finlande             | Égypte      |
| Atlanta 1996                   | Finlande (1)             | Canada               | Espagne     |
| Sydney 2000                    | Danemark (1)             | Lituanie             | Suède       |
| Athènes 2004                   | Danemark (2)             | Suède                | États-Unis  |
| Pékin 2008                     | Chine (1)                | Lituanie             | Suède       |
| Londres 2012                   | Finlande (1)             | Brésil               | Turquie     |
| Rio de Janeiro 2016            | Lituanie (1)             | États-Unis           | Brésil      |
| Tokyo 2020 résultats détaillés | Brésil (1)               | Chine                | Lituanie    |
| Paris 2024 résultats détaillés | Japon (1)                | Ukraine              | Brésil      |

### Femmes
| Édition                        | Or             | Argent     | Bronze     |
| ------------------------------ | -------------- | ---------- | ---------- |
| New York 1984                  | États-Unis (1) | Canada     | Danemark   |
| Séoul 1988                     | Danemark (1)   | États-Unis | Canada     |
| Barcelone 1992                 | Finlande (1)   | Danemark   | Canada     |
| Atlanta 1996                   | Allemagne (1)  | Finlande   | États-Unis |
| Sydney 2000                    | Canada (1)     | Espagne    | Suède      |
| Athènes 2004                   | Canada (2)     | États-Unis | Japon      |
| Pékin 2008                     | États-Unis (2) | Chine      | Danemark   |
| Londres 2012                   | Japon (1)      | Chine      | Suède      |
| Rio de Janeiro 2016            | Turquie (1)    | Chine      | États-Unis |
| Tokyo 2020 résultats détaillés | Turquie (2)    | États-Unis | Japon      |
| Paris 2024 résultats détaillés | Turquie (3)    | Israël     | Chine      |

## Tableau des médailles
Les tableaux ci-dessous présentent le bilan, par nations, des médailles obtenues en goalball lors des Jeux paralympiques d'été de 1976 à 2024. Le rang est obtenu par le décompte des médailles d'or, puis en cas d'ex æquo, des médailles d'argent, puis de bronze.
| Rang  | Nation      | Or | Argent | Bronze | Total |
| ----- | ----------- | -- | ------ | ------ | ----- |
| 1     | États-Unis  | 3  | 6      | 3      | 12    |
| 2     | Finlande    | 3  | 2      | 0      | 5     |
| 3     | Danemark    | 3  | 1      | 3      | 7     |
| 4     | Turquie     | 3  | 0      | 1      | 4     |
| 5     | Canada      | 2  | 2      | 2      | 6     |
| 6     | Allemagne   | 2  | 1      | 0      | 3     |
| 7     | Japon       | 2  | 0      | 2      | 4     |
| 8     | Chine       | 1  | 4      | 1      | 6     |
| 9     | Lituanie    | 1  | 2      | 1      | 4     |
| 10    | Brésil      | 1  | 1      | 2      | 4     |
| 11    | Yougoslavie | 1  | 0      | 1      | 2     |
| 12    | Autriche    | 1  | 0      | 0      | 1     |
| 12    | Italie      | 1  | 0      | 0      | 1     |
| 14    | Japon       | 1  | 0      | 2      | 3     |
| 15    | Égypte      | 0  | 1      | 2      | 3     |
| 16    | Espagne     | 0  | 1      | 1      | 2     |
| 17    | Israël      | 0  | 1      | 0      | 1     |
| 17    | Ukraine     | 0  | 1      | 0      | 1     |
| 19    | Pays-Bas    | 0  | 0      | 1      | 1     |
| Total | Total       | 24 | 24     | 24     | 72    |